# Assman
Denna artikel handlar om Assman i Västergötland. Ett annat vattendrag med samma namn är biflöde till Fylleån i Halland.
Assman, även kallad Lillån, är ett vattendrag i södra Västergötland, i Tranemo och Svenljunga kommuner. Vattendraget är ett vänsterbiflöde till Ätran. 

## Sträckning
Vattendraget har en längd på 21 kilometer, med källflöden 67,9 kilometer. Assman bildas i Tranemosjön av källflödena Jälmån, Månstadsån (längre uppströms benämnd Sämån) och Toddebäcken. Strax nedanför sjön ansluter även Musån. Den flyter sedan i huvudsak västerut, förbi Uddebo och Strömsfors, utom de sista kilometerna, efter Assmebro, då ån går mer åt sydväst. Assman mynnar i Ätran vid Bullsäng, några kilometer söder om Svenljunga. Fallsträckan vid Strömsfors kallas ofta Strömmen.
Assman har ett avrinningsområde på 653 km2, en sjöandel på 4 % och ett medelvattenflöde på 9.3 kubikmeter i sekunder under åren 1931-1990. Kring Assmans flöde före och efter Uddebo finns bra exempel på så kallade korvsjöar.[källa behövs]

## Mänsklig historia och användning
Vid Röstorp i närheten av Örsås finns spår av mänsklig aktivitet från stenåldern och fram till ungefär år 500.
Längs Assman finns fyra mindre vattenkraftverk som ligger i närheten av Assmebro, Fredriksborg, Åstafors och Strömsfors. Dessa har tidigare används av småindustri längs vattendraget samt som kvarnar.